# Bill Hader
William Thomas Hader Jr., detto Bill (Tulsa, 7 giugno 1978) è un comico, imitatore, attore, doppiatore, sceneggiatore, regista e produttore televisivo statunitense.
Ha vinto quattro premi Emmy: il primo alla miglior serie animata per South Park, e altri tre per la serie televisiva Barry. Ha iniziato la sua carriera come membro del cast di Saturday Night Live e ha consolidato un ruolo di attore comico, prima di dedicarsi anche alla sceneggiatura e alla regia. Ultimamente si è cimentato nel genere drammatico e dell'orrore, nella commedia nera e nel mockumentary.

## Biografia
Hader è nato e cresciuto a Tulsa, Oklahoma. Ha due sorelle più piccole. Suo padre, proprietario di una piccola compagnia aerea e occasionalmente camionista e stand-up comedian è di ascendenza tedesca, mentre sua madre, insegnante di danza, è di ascendenza inglese. Nel 2020 ha partecipato alla trasmissione "Finding your roots", dove gli hanno attribuito DNA correlato a Edoardo I d'Inghilterra e Carlomagno. Nel 2006 ha sposato la regista Maggie Carey, da cui ha avuto tre figlie: Hannah Kathryn (2009), Harper (2012) e Hayley Clementine (2014). I due si separono nel 2017 divorziando poi l'anno dopo. Nel 2019 ha una breve relazione con l'attrice Rachel Bilson. Dal 2023 è legato all'attrice Ali Wong.

## Carriera
A 20 anni si trasferisce a Los Angeles, dove lavora per sei anni come assistente di produzione, fra l'altro ai film Spider-Man e Danni collaterali. In un'intervista, racconterà che durante una ripresa di Danni Collaterali, il suo compito era quello di reggere la porta a scomparsa che Schwarzenegger avrebbe dovuto sfondare a spallate; tuttavia, Schwarzenegger era troppo forte per lui, quindi Hader gli lasciò cadere la porta addosso. Nel frattempo, si iscrive al teatro di improvvisazione di Chicago "The Second City", assieme a Matt Offerman, fratello di Nick Offerman; lì viene notato da Megan Mullally, che lo presenta al produttore Lorne Michaels, fondatore del Saturday Night Live, il quale gli accorda un'audizione.

### Saturday Night Live
Entra nel cast del Saturday Night Live nel 2005, assieme a Jason Sudeikis, Andy Samberg e successivamente Kristen Wiig. Rimane come membro principale del cast fino al 2013, quando decide di lasciare. Insieme a John Mulaney ha creato il personaggio di Stefon, "corrispondente da New York" per il Weekend update. Stefon è diventato rapidamente uno dei personaggi più popolari del Saturday Night Live, tanto che durante lo speciale per i 40 anni del programma, ne è stato reso omaggio venendo interpretato da Edward Norton.

### Imitatore e doppiatore
Bill Hader è noto per la sua abilità di trasformazione vocale, passando da una voce molto profonda a una vocina acuta e riuscendo a imitare Cary Grant, Al Pacino, Tom Cruise, Arnold Schwarzenegger, James Mason, John Malkovich, Henry Winkler, Alan Alda, Edgar Wright, Jar Jar Binks, Jabba the Hutt, Gizmo dei Gremlins, Paperino. È stato consulente delle voci per Star Wars - Il risveglio della Forza e ha partecipato al doppiaggio di molti film d'animazione, fra cui Piovono polpette, Monsters University, Turbo, Alla ricerca di Dory, Angry Birds, Ralph spacca Internet, Inside Out, Power Rangers.

### Attore
Ha iniziato a lavorare nel cinema nel 2006, con il film Tu, io e Dupree. Dopo aver lavorato in numerosi film, la notorietà arriva con Non mi scaricare del 2008, in cui interpreta Brian Bretter, fratellastro del protagonista. È apparso in Una notte al museo 2 - La fuga come Maggior Generale George Armstrong Custer.
Consolida il suo ruolo nel cinema comico come in Suxbad - Tre menti sopra il pelo, Hot Rod - Uno svitato in moto, Tropic Thunder, Adventureland e Paul.
Nel corso degli anni si cimenta in diversi generi cinematografici, più o meno legati al genere comico. Nel 2013 recita nella commedia sentimentale The To Do List, diretto da Maggie Carey, sua moglie nella vita; nel 2014 si cimenta con la commedia drammatica Uniti per sempre in cui è il fratello gemello di Kristen Wiig; nel 2015 è l'attore principale nella commedia sentimentale Un disastro di ragazza a fianco di Amy Schumer.
Nel 2018 e nel 2019 vince due Premi Emmy come miglior attore di film comico nella serie televisiva Barry, da lui ideata e diretta insieme ad Alec Berg.
Nel 2019 è la volta del genere horror, con It - Capitolo due, sequel della novella di Stephen King, in cui interpreta Richie Tozier da adulto.

### Sceneggiatore
Dal 2008 lavora come consulente creativo per South Park di cui è divenuto anche produttore, sceneggiatore e doppiatore.
Nel 2015 assieme a Fred Armisen e Seth Meyers ha creato, scritto e interpretato il mockumentary Documentary Now!, idea che hanno iniziato a sviluppare assieme lavorando per il Saturday Night Live. Lo show rende omaggio a celebri documentari della storia del cinema, ricreandone con parodie lo stile e gli intenti con risultati molto realistici e accurati.
Nel 2018 esce la serie televisiva Barry, scritta da Bill Hader in collaborazione con Alec Berg: acclamata dalla critica e dal pubblico, è una commedia nera in cui compare fra gli altri Henry Winkler. Hader vince due Primetime Emmy Awards come miglior attore protagonista nel 2018 e nel 2019. La serie vince inoltre un Emmy per la colonna sonora.

### Deep fake
Le sue imitazioni sono state prese come base per un esperimento di sintesi dell'immagine umana basata sull'intelligenza artificiale, chiamato deepfake, che è diventato virale su Internet.

## Filmografia

### Attore

#### Cinema
- Tu, io e Dupree (You, Me and Dupree), regia di Anthony e Joe Russo (2006)
- Molto incinta (Knocked Up), regia di Judd Apatow (2007)
- Hot Rod - Uno svitato in moto (Hot Rod), regia di Akiva Schaffer (2007)
- Su×bad - Tre menti sopra il pelo (Superbad), regia di Greg Mottola (2007)
- I fratelli Solomon (The Brothers Solomon), regia di Bob Odenkirk (2007)
- Purple Violets, regia di Edward Burns (2007) - cameo non accreditato
- Non mi scaricare (Forgetting Sarah Marshall), regia di Nicholas Stoller (2008)
- Strafumati (Pineapple Express), regia di David Gordon Green (2008)
- Tropic Thunder, regia di Ben Stiller (2008)
- Adventureland, regia di Greg Mottola (2009)
- Una notte al museo 2 - La fuga (Night at the Museum: Battle of the Smithsonian), regia di Shawn Levy (2009)
- Anno uno (Year One), regia di Harold Ramis (2009)
- Paul, regia di Greg Mottola (2011)
- Men in Black 3, regia di Barry Sonnenfeld (2012)
- Questi sono i 40 (This is 40), regia di Judd Apatow (2012) - cameo non accreditato
- The To Do List - L'estate prima del college (The To Do List), regia di Maggie Carey (2013)
- La scomparsa di Eleanor Rigby (The Disappearance of Eleanor Rigby), regia di Ned Benson (2013)
- Uniti per sempre (The Skeleton Twins), regia di Craig Johnson (2014)
- They Came Together, regia di David Wain (2014)
- 22 Jump Street, regia di Phil Lord e Chris Miller (2014) - cameo non accreditato
- Un disastro di ragazza (Trainwreck), regia di Judd Apatow (2015)
- Il piano di Maggie - A cosa servono gli uomini (Maggie's Plan), regia di Rebecca Miller (2015)
- Vite da popstar (Popstar: Never Stop Never Stopping), regia di Akiva Schaffer (2016)
- Il GGG - Il grande gigante gentile (The BFG), regia di Steven Spielberg (2016)
- Power Rangers, regia di Dean Israelite (2017)
- It - Capitolo due (It: Chapter Two), regia di Andrés Muschietti (2019)
- Noelle, regia di Marc Lawrence (2019)
- Beau ha paura (Beau Is Afraid), regia di Ari Aster (2023)

#### Televisione
- Saturday Night Live  - serie TV, 160 episodi (2005-2013)
- Human Giant  - serie TV, 4 episodi (2008)
- Tim and Eric Awesome Show, Great Job! - serie TV, 1 episodio (2008)
- Saturday Night Live Weekend Update Thursday - serie TV, 6 episodi (2008-2012)
- 30 Rock - serie TV, episodio 5x04 (2010)
- Funny or Die Presents - serie TV, 4 episodi (2011)
- NTSF:SD:SUV:: - serie TV, 1 episodio (2012)
- The Secret Policeman's Ball 2012 - TV special (2012)
- The Mindy Project - serie TV, 5 episodi (2012-2014)
- Le idee esplosive di Nathan Flomm (Clear History), regia di Greg Mottola - film TV (2013)
- Portlandia - serie TV, episodio 3x11 (2013)
- The Office - serie TV, episodi 9x24 e 9x25 (2013)
- Drunk History - serie TV, 1 episodio (2013)
- Comedy Central Roast of James Franco - TV special (2013)
- Saturday Night Live - serie TV, 1 episodio (2014)
- Documentary Now!  - serie TV, 12 episodi (2015-in corso)
- Brooklyn Nine-Nine  - serie TV, episodio 3x01 (2015)
- Barry  - serie TV, 32 episodi (2018-2023)

### Doppiatore

#### Cinema
- Doogal, regia di Dave Borthwick, Jean Duval e Frank Passingham (2006)
- L'era glaciale 3 - L'alba dei dinosauri (Ice Age 3 - Dawn of the Dinosaurs) (2009)
- Piovono polpette (Cloudy with a Chance of Meatballs), regia di Phil Lord e Chris Miller (2009)
- Scott Pilgrim vs. the World, regia di Edgar Wright (2010)
- Hoodwinked Too! Hood vs. Evil, regia di Mike Disa (2011)
- Fuga dal pianeta Terra (Escape from Planet Earth), regia di Cal Brunker (2013) – non accreditato
- Monsters University, regia di Dan Scanlon (2013)
- Into Darkness - Star Trek, regia di J. J. Abrams (2013)
- Turbo, regia di David Soren (2013)
- Piovono polpette 2 - La rivincita degli avanzi (Cloudy with a Chance of Meatballs 2), regia di Cody Cameron e Kris Pearn (2013)
- Lei (Her), regia di Spike Jonze (2013)
- Inside Out, regia di Pete Docter (2015)
- Star Wars - Il risveglio della Forza (Star Wars: The Force Awakens), regia di J. J. Abrams (2015)
- Angry Birds - Il film (The Angry Birds Movie), regia di Clay Kaytis e Fergal Reilly (2016)
- Sausage Party - Vita segreta di una salsiccia (Sausage Party), regia di Greg Tiernan e Conrad Vernon (2016)
- Alla ricerca di Dory (Finding Dory), regia di Andrew Stanton e Angus McLane (2016)
- Ralph spacca Internet (Ralph Breaks the Internet), regia di Rich Moore e Phil Johnston (2018)
- Toy Story 4, regia di Josh Cooley (2019)
- Angry Birds 2 - Nemici amici per sempre (The Angry Birds Movie 2), regia di Thurop Van Orman e John Rice (2019)
- La famiglia Addams 2 (The Addams Family 2), regia di Greg Tiernan, Laura Brousseau e Kevin Pavlovic (2021)
- Lightyear - La vera storia di Buzz (Lightyear), regia di Angus MacLane (2022)

#### Televisione
- Late Night with Conan O'Brien, 1 episodio (2006)
- South Park, 8 episodi (2008-2017)
- Xavier: Renegade Angel, 2 episodi (2009)
- Aqua Teen Hunger Force, 2 episodi (2009-2010)
- Freaknik: The Musical, regia di Chris Prynoski e Jacob Escobedo (2010)
- Ugly Americans, 1 episodio (2010)
- The Venture Bros., 7 episodi (2010-2013)
- I Simpson (The Simpsons), 2 episodi (2013, 2018)
- Bob's Burgers, 8 episodi (2012-2014, 2020)
- The Awesomes, 22 episodi (2013-2015)
- M.O.D.O.K., 2 episodi (2021)

#### Videogiochi
- Grand Theft Auto IV (2008)
- Night at the Museum: Battle of the Smithsonian - The Video Game (2009)
- South Park: Il bastone della verità (2014)

### Sceneggiatore
- Saturday Night Live (2005-2013)
- Saturday Night Live Weekend Update Thursday (2008-2012)
- South Park (2008-in corso)
- Documentary Now! (2015-in corso)
- Barry (2018-2023)

## Riconoscimenti
- Premio Emmy
  - 2009 - Miglior serie animata per South Park
  - 2011 - Candidatura alla miglior serie animata per South Park
  - 2012 - Candidatura al miglior attore non protagonista in una serie commedia per Saturday Night Live
  - 2013 - Candidatura al miglior attore non protagonista in una serie commedia per Saturday Night Live
  - 2014 - Candidatura alla miglior serie animata per South Park
  - 2015 - Candidatura alla miglior serie animata per South Park
  - 2015 - Candidatura al miglior attore guest in una serie drammatica per Saturday Night Live
  - 2016 - Candidatura al miglior varietà sketch per Documentary Now!
  - 2017 - Candidatura al miglior varietà sketch per Documentary Now!
  - 2017 - Candidatura alla miglior serie animata per South Park
  - 2018 - Candidatura alla miglior serie commedia per Barry
  - 2018 - Miglior attore in una serie commedia per Barry
  - 2018 - Candidatura al miglior attore guest in una serie commedia per Saturday Night Live
  - 2018 - Candidatura alla miglior regia in una serie commedia per Barry
  - 2018 - Candidatura alla miglior sceneggiatura in una serie commedia per Barry
  - 2019 - Candidatura alla miglior serie commedia per Barry
  - 2019 - Miglior attore in una serie commedia per Barry
  - 2019 - Candidatura alla miglior regia in una serie commedia per Barry
  - 2019 - Candidatura alla miglior sceneggiatura in una serie commedia per Barry
  - 2019 - Candidatura al miglior varietà sketch per Documentary Now!
  - 2022 - Candidatura alla miglior serie commedia per Barry
  - 2022 - Candidatura al miglior attore in una serie commedia per Barry
  - 2022 - Candidatura alla miglior regia in una serie commedia per Barry
  - 2022 - Candidatura alla miglior sceneggiatura in una serie commedia per Barry
  - 2022 - Candidatura al miglior attore guest in una serie commedia per Curb Your Enthusiasm
  - 2023 - Candidatura alla miglior serie commedia per Barry
  - 2023 - Candidatura al miglior attore in una serie commedia per Barry
  - 2023 - Candidatura alla miglior regia in una serie commedia per Barry
  - 2023 - Candidatura alla miglior sceneggiatura in una serie commedia per Barry
- Golden Globe
  - 2019 - Candidatura al miglior attore in una serie commedia o musicale per Barry
  - 2020 - Candidatura al miglior attore in una serie commedia o musicale per Barry
  - 2023 - Candidatura al miglior attore in una serie commedia o musicale per Barry
  - 2024 - Candidatura al miglior attore in una serie commedia o musicale per Barry
- Screen Actors Guild Award
  - 2019 - Candidatura al miglior attore in una serie commedia per Barry
  - 2019 - Candidatura al miglior cast in una serie commedia per Barry
  - 2020 - Candidatura al miglior attore in una serie commedia per Barry
  - 2020 - Candidatura al miglior cast in una serie commedia per Barry
  - 2023 - Candidatura al miglior attore in una serie commedia per Barry
  - 2023 - Candidatura al miglior cast in una serie commedia per Barry
- Critics' Choice Awards
  - 2016 - Candidatura al miglior attore in una commedia per Un disastro di ragazza
  - 2019 - Miglior attore in una serie commedia per Barry
  - 2020 - Miglior attore in una serie commedia per Barry
  - 2023 - Candidatura al miglior attore in una serie commedia per Barry
  - 2024 - Candidatura al miglior attore in una serie commedia per Barry
- Directors Guild of America Award
  - 2019 - Miglior regia in una serie commedia per Barry
  - 2020 - Miglior regia in una serie commedia per Barry
  - 2023 - Miglior regia in una serie commedia per Barry
- Producers Guild of America Awards
  - 2019 - Candidatura al miglior produttore in una serie commedia per Barry
  - 2020 - Candidatura al miglior produttore in una serie commedia per Barry
- Writers Guild of America Award
  - 2017 - Candidatura al miglior varietà sketch per Documentary Now!
  - 2019 - Candidatura alla miglior serie commedia per Barry
  - 2019 - Candidatura alla miglior nuova serie per Barry
  - 2019 - Miglior sceneggiatura in una serie commedia per Barry
  - 2020 - Miglior serie commedia per Barry
  - 2023 - Candidatura alla miglior serie commedia per Barry
- Satellite Award
  - 2019 - Miglior attore in una serie commedia o musicale per Barry
  - 2020 - Candidatura al miglior attore in una serie commedia o musicale per Barry
  - 2023 - Miglior attore in una serie commedia o musicale per Barry
- MTV Movie & TV Awards
  - 2015 - Candidatura al miglior momento musicale per Uniti per sempre
  - 2016 - Candidatura al miglior bacio per Un disastro di ragazza
- Saturn Award
  - 2021 - Miglior attore non protagonista per It - Capitolo due

## Doppiatori italiani
Nelle versioni in italiano delle opere in cui ha recitato, Bill Hader è stato doppiato da:
- Stefano Crescentini in Non mi scaricare, Tropic Thunder, Una notte al museo 2 - La fuga, Noelle
- Emiliano Coltorti in Hot Rod - Uno svitato in moto, La scomparsa di Eleanor Rigby, Barry
- Massimo De Ambrosis in Su×bad - Tre menti sopra il pelo, Paul, Men in Black 3
- Marco Baroni in Tu, io e Dupree, Molto incinta
- Oreste Baldini in Strafumati, Brooklyn Nine-Nine
- Roberto Gammino in Anno uno, Il piano di Maggie - A cosa servono gli uomini
- Alessandro Quarta in Adventureland
- Sergio Lucchetti in The To Do List - L'estate prima del college
- Gianfranco Miranda in Le idee esplosive di Nathan Flomm
- Francesco Bulckaen in Uniti per sempre
- Nanni Baldini in Un disastro di ragazza
- Stefano Macchi in Vite da popstar
- Marco Mete in Il GGG - Il grande gigante gentile[9]
- Edoardo Stoppacciaro in It - Capitolo due
- Claudio Marsicola in Beau ha paura

Da doppiatore è sostituito da:
- Oreste Baldini in Piovono polpette, Piovono polpette 2 - La rivincita degli avanzi, Lei
- Daniele Giuliani in Inside Out, Il primo appuntamento di Riley, Lightyear - La vera storia di Buzz
- Massimo Bitossi in Angry Birds - Il film, Angry Birds 2 - Nemici amici per sempre
- Guido Di Naccio in L'era glaciale 3 - L'alba dei dinosauri, I Simpson
- Gerolamo Alchieri in Alla ricerca di Dory, I Simpson
- Roberto Draghetti in Scott Pilgrim vs. the World
- Massimiliano Plinio in Monsters University
- Franco Mannella in Turbo
- Mario Cordova in Sausage Party - Vita segreta di una salsiccia
- Nanni Baldini in Power Rangers[9]
- Stefano Crescentini in Ralph spacca Internet
- Giacomo Maria Sannibale in Toy Story 4
- Eugenio Marinelli in Dark Crystal - La resistenza
- Fabrizio Vidale in IF - Gli amici immaginari
- Riccardo Menegazzi in Ugly Americans